# بوستان جنگلی نور
بوستان جنگلی نور یا بوستان نور یک بوستان جنگلی در شهر نور، استان مازندران است. این بوستان، با مساحت حدودی ۹۰۰۰ هکتار (۹۰ کیلومتر مربع)، بزرگ‌ترین بوستان جنگلی طبیعی در خاورمیانه است. ورودی غربی بوستان جنگلی نور از جادهٔ اصلی نور به محمودآباد جدا می‌شود و سردری سنگی با پوشش چوبی دارد. این بوستان به دلیل دسترسی مناسب به جادهٔ ساحلی نور و نزدیکی به شهر نور مورد استفادهٔ مردم شهرهای استان مازندران و مسافران ایرانی قرار می‌گیرد.
این بوستان با تلاش حسین سعیدی آشتیانی که بنیانگذار بوستان های جنگلی در ایران نیز می باشد، طراحی و ساخته شد. در ابتدا و به دلیل اینکه به رستم رود نزدیک بود تا چند سال با نام بوستان جنگلی رستم رود شناخته می شد، بعد ها به نام بوستان جنگلی نور و در نهایت به نام تاسیس کننده آن تغییر نام پیدا کرد. این پارک نیز از آخرین باقیمانده جنگل‌های جلگه‌ای در ایران می باشد و نزدیکی به دریا و چشم اندازهای زیبا از ویژگی های بوستان جنگلی نور می باشد.

## تاریخچه
بوستان جنگلی نور که در شرق شهرستان قرار گرفته، بوستان جنگلی سعیدی آشتیانی هم نامیده می‌شود و جزو آخرین باقی‌مانده جنگل‌های جلگه‌ای در ایران است. این بوستان در سال ۱۳۵۱ با همت حسین سعیدی آشتیانی، بنیان‌گذار بوستان‌های جنگلی در ایران، ابتدا با نام بوستان جنگلی رستم‌رود طراحی و احداث گردید.

## توصیف
این پارک دارای دو دریاچهٔ بزرگ و رستوران پارک بازی و جاذبه‌های دیگری همچون آلاچیق، دوچرخه‌سواری، پیاده‌روی است. پارک جنگلی نور بزرگ‌ترین پارک جنگلی ایران و خاورمیانه است. روستاهای سیاهکلا، چمازکلا، مغانده و نانواکلا در دل پارک جنگلی نور قرار دارد.

## گونه‌های گیاهی و جانوری
در پارک جنگلی نور گونه‌های گیاهی مختلفی مانند توسکا، افرا، ممرز و انجیلی یافت می‌شود، اما یکی از دلایل اهمیت این پارک، برخورداری از گونهٔ سپید پلت در مساحتی بالغ بر ۵۵۰ هکتار است.این پارک، از جنگل‌های جلگه‌ای و کوهپایه‌ای تشکیل شده است.پوشش گیاهی پارک جنگلی نور، شامل گونه‌های مختلفی از درختان، درختچه‌ها، و گیاهان علفی است. از جمله گونه‌های درختی این پارک می‌توان به ممرز، توسکا، خرمندی، بلوط، انار، ازگیل جنگلی، ملج، لرگ، یاس وحشی، سه قلو انجیلی، و غیره اشاره کرد.پوشش جانوری پارک جنگلی نور، نیز بسیار متنوع است. از جمله گونه‌های جانوری این پارک می‌توان به خرس قهوه‌ای، پلنگ، گراز، گرگ، روباه، شغال، خرگوش، کبک، قرقاول، و غیره اشاره کرد.پارک جنگلی نور، یکی از مهم‌ترین جاذبه‌های گردشگری شهرستان نور است. این پارک، مکان مناسبی برای علاقه‌مندان به طبیعت‌گردی، کوهنوردی، و عکاسی است.